# Serie widmowe wodoru

Widmo wodoru – serie linii widmowych powstających w wodorze:
- powstają w wyniku emisji fotonów (np. w rozgrzanym gazie) – widma emisyjne – jasne prążki w widmie,
- powstają w wyniku absorpcji fotonów (promieniowanie o widmie ciągłym przechodzące przez gaz) – widma absorpcyjne – ciemne prążki na tle widma ciągłego (fotony z widma ciągłego „pasujące” do przejść są absorbowane, a następnie emitowane – w całości lub w postaci serii przejść – we wszystkich kierunkach, a więc ich intensywność w wiązce wzbudzającej maleje).

Ogólny wzór na długość fali fotonu odpowiadającego przejściu pomiędzy dwiema powłokami w atomie wodoru:
{\displaystyle {\frac {1}{\lambda }}=R_{\infty }\left({\frac {1}{n_{1}^{2}}}-{\frac {1}{n_{2}^{2}}}\right),}
gdzie:
{\displaystyle \lambda } – długość fali promieniowania w serii,
{\displaystyle n_{1}} – główna liczba kwantowa orbitalu docelowego,
{\displaystyle n_{2}} – główna liczba kwantowa orbitalu, z którego następuje przejście,
{\displaystyle R_{\infty }} – stała Rydberga:
{\displaystyle R_{\infty }={\frac {2\pi ^{2}m_{e}e^{4}}{h^{3}c}},}
gdzie:
{\displaystyle m_{e}} – masa elektronu,
{\displaystyle e} – ładunek elementarny (ładunek elektronu),
{\displaystyle h} – stała Plancka,
{\displaystyle c} – prędkość światła w próżni.

Linie widmowe wodoru, długość fali w skali logarytmicznej

Serie widmowe w atomie wodoru to, według orbitalu docelowego:
1. seria Lymana, przejście na orbital n = 1 (inaczej seria K)
2. seria Balmera, przejście na orbital n = 2 (inaczej seria L)
3. seria Paschena, przejście na orbital n = 3 (inaczej seria M)
4. seria Bracketta, przejście na orbital n = 4 (inaczej seria N)
5. seria Pfunda, przejście na orbital n = 5 (inaczej seria O)
6. seria Humphreysa, przejście na orbital n = 6 (inaczej seria P)